# Forest Hills Challenger 2005
Il Forest Hills Challenger 2005 è stato un torneo di tennis facente parte della categoria ATP Challenger Series nell'ambito dell'ATP Challenger Series 2005. Il torneo si è giocato a Forest Hills negli Stati Uniti dal 9 al 14 maggio 2005 su campi in terra verde.

## Vincitori

### Singolare
James Blake ha battuto in finale  Dušan Vemić con il punteggio di 6–3, 6–4

### Doppio
Nathan Healey /  Mark Merklein hanno battuto in finale  Jason Marshall /  Huntley Montgomery 2–6, 7–6(5), 6–4